# Lasianthus venulosus
Lasianthus venulosus är en måreväxtart som först beskrevs av Robert Wight och George Arnott Walker Arnott, och fick sitt nu gällande namn av Robert Wight. Lasianthus venulosus ingår i släktet Lasianthus och familjen måreväxter. Inga underarter finns listade i Catalogue of Life.